# Dr. Jekyll and Mr. Hyde
Dr. Jekyll and Mr. Hyde är ett sidscrollande plattformsspel till Nintendo Entertainment System. Det utvecklades av Advance Comminucation Co. och publicerades först i Japan 1988 av Toho. I Nordamerika publicerades det av Bandai 1989. Spelet är löst baserat på romanen Dr. Jekyll och Mr. Hyde. Det var ett av de första spelen som The Angry Video Game Nerd recenserade.

## Spelupplägg
Spelet börjar med att Dr. Jekyll är på väg till kyrkan för att gifta sig. På vägen blir han dock attackerad av olika fiender och när han blir tillräckligt arg förvandlas han till Mr. Hyde. När man spelar som Mr. Hyde kommer monster fram och om man lyckas döda tillräckligt många monster så avtar Mr. Hydes ilska och han kan förvandlas tillbaka till Dr. Jekyll igen. Om Mr. Hyde kommer tillbaka till platsen där han förvandlades till Dr. Jekyll så kommer en blixt att döda honom.